# École Berberian
L'école Berberian (en arménien : Պէրպէրեան վարժարան) est une école arménienne fondée en 1876 par Reteos Berberian dans le quartier d'Üsküdar de Constantinople.

## Historique

### À Constantinople
L'école Berberian est fondée en 1876 par Reteos Berberian dans le quartier d'Üsküdar de Constantinople.
Il façonne le programme et la philosophie de son école selon ses propres conceptions pédagogiques, reposant en partie sur l'excellence intellectuelle, la vertu et les valeurs spirituelles. La devise de l'école, issue de l'Épître aux Philippiens, est de chercher « tout ce qui est juste, tout ce qui est pur, tout ce qui est aimable, tout ce qui mérite l'approbation, ce qui est vertueux et digne de louange ». Le programme est ensuite étendu pour inclure l'enseignement des langues étrangères et des sciences sociales. Nombreux sont les étudiants qui intègrent ensuite des universités étrangères.
Reteos Berberian dirige l'école qu'il a fondée jusqu'à sa mort en 1907. Bedros Garabedian prend sa succession (1907-1909), puis les fils du fondateurs, Onnig (1909-1911) et Shahan (1911-1922).
L'école ferme entre 1914 et 1918 du fait de la guerre et du génocide arménien.

### Au Caire
En 1924, l'école déménage au Caire.
Elle ferme définitivement ses portes dix ans plus tard, en 1934, du fait de difficultés financières.

## Directeurs[2]
- 1876-1907 : Reteos Berberian
- 1907-1909 : Bedros Garabedian (ou Petros Karapetian)
- 1909-1911 : Onnik Berberian
- 1911-1922 : Shahan Berberian

## Élèves célèbres
- Hovhannes Hintliyan (en), professeur et éditeur
- Roupen Sévag (1885-1915), médecin et écrivain
- Hrand Nazariantz (1886-1962), écrivain et poète
- Armen Lubin (1903-1974), écrivain et poète
- Chahan Berberian, écrivain et philosophe